# Lew Rockwell

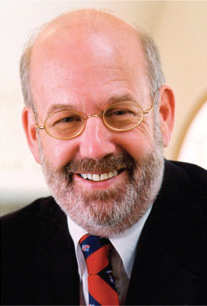
Lew Rockwell (2006)

Llewellyn H. Rockwell, Jr. (* 1. Juli 1944 in Boston), weitgehend bekannt als Lew Rockwell, ist ein US-amerikanischer libertärer politischer Kommentator, Ökonom der Österreichischen Schule und Aktivist. Er prägte den Begriff Paläolibertarismus.

## Biographie
Er ist römisch-katholisch und hat einen akademischen Grad in Englisch der Tufts-Universität. Von 1978 bis 1982 arbeitete er als Ron Pauls Stabschef in dessen Kongressbüro.
Über die Jahre unterhielt er eine Arbeitsbeziehung mit Paul, als beitragender Redakteur zu "The Ron Paul Investment Letter"; als Berater zu Pauls 1988 Libertarian Party Kampagne zum Präsidenten der Vereinigten Staaten; und als Vize-Vorsitzender des Sondierungsgespräche Ausschusses für Pauls abgebrochene Kandidatur, 1992, für die Nomination der Republikanischen Partei zum Präsidenten.
1982 gründete Rockwell das Ludwig von Mises Institute in Auburn, Alabama und ist dessen Präsident.
Er ist außerdem Vizepräsident des Center for Libertarian Studies in Burlingame, Kalifornien, und Herausgeber des Politischen Weblogs LewRockwell.com. Rockwell war eng verbunden mit seinem Lehrer und Kollegen Murray Rothbard bis zu Rothbards Tode im Jahre 1995. Rockwells politische Ideologie, wie die Rothbards in seinen späteren Jahren, kombiniert eine Form des Anarcho-Kapitalismus mit kulturellem Konservatismus und der Österreichischen Schule. Rockwell bezeichnete den sogenannten „Ökologismus“ als "Eine Ideologie so erbarmungslos und messianisch wie der Marxismus." (“An ideology as pitiless and Messianic as Marxism.”)
In die Kritik geriet Rockwell, als die libertäre Zeitschrift Reason im Januar 2008 nahelegte, Rockwell sei Ghostwriter für Ron Pauls Newsletter Ende der 1980er bzw. Anfang der 1990er gewesen, als darin mehrfach homophobe und rassistische Äußerungen veröffentlicht wurden. Rockwell wies die Vorwürfe zurück.

### LewRockwell.com
Lew Rockwells Webseite beinhaltet eine Auswahl von Artikeln in Opposition zum Krieg und Imperialismus. Die Seite enthält außerdem Beiträge, welche sich kritisch mit der Beteiligung der Vereinigten Staaten im Zweiten Weltkrieg auseinandersetzt, Spekulationen über ein Ende der Vereinigten Staaten als zusammenhängende Union und Behauptungen, die westliche Welt sei schon wieder von einer Kreuzung aus Faschismus und Sozialismus bedroht, wenn Politiker und Staaten ihre Macht zentralisieren. Diese Artikel sind manchmal kontrovers und brachten der Seite harsche Kritik von einigen amerikanischen Konservativen ein. Die Website gibt Personen eine Plattform, die HIV/AIDS-Leugnung betreiben.

## Schriften

### Autor
- Speaking of Liberty. Ludwig von Mises Institute, Auburn, Alabama 2003. ISBN 0-945466-38-2.

### Herausgeber
- mit Walter Block: Man, Economy, and Liberty: Essays in Honor of Murray N. Rothbard. Ludwig Von Mises Institute, 1986. ISBN 99911-786-2-7.
- The Free Market Reader: essays in the economics of liberty. Ludwig Von Mises Institute, 1988. ISBN 0-945466-02-1.
- The Economics of Liberty. Ludwig Von Mises Institute, 1990. ISBN 0-945466-08-0.
- The Gold Standard: Perspectives in the Austrian School. Ludwig von Mises Institute, 1992. ISBN 0-945466-11-0.
- mit JoAnn Rothbard: Murray N. Rothbard: In Memoriam. Ludwig Von Mises Institute, 1995. ISBN 0-945466-19-6.
- The Irrepressible Rothbard. The Rothbard-Rockwell Report Essays of Murray N. Rothbard. Center for Libertarian Studies, 2000. ISBN 1-883959-02-0.